# Глєбов Леонід Іванович
Леонід Іванович Глєбов (рос. Леонид Иванович Глебов; 20 вересня 1913, Павловськ — 26 вересня 1943) — радянський офіцер, Герой Радянського Союзу.

## Біографія
Разрешить написание латиницей
Народився 20 вересня 1913 року в місті Павловську (нині Воронезької області) в родині робітника. Росіянин. У 1930 році закінчив школу ФЗУ.
У Червоній армії в 1934–1937 роках і з 1940 року. У 1940 році закінчив Одеське піхотне училище, в 1942 році — курси «Постріл». Учасник німецько-радянської війни з червня 1941 року.
У 1937 році, після повернення до Єнакієве, працював викладачем фізкультури у школі № 1 селища при копальні «Червоний Жовтень» (неповна середня школа № 9 м. Єнакієво).
Начальник штабу 989-го стрілецького полку (226-та стрілецька дивізія, 60-та армія, Центральний фронт) капітан Леонід Глєбов, організувавши роботу штабу, часто перебував у батальйонах на найбільш загрозливих ділянках та особистим прикладом захоплював наступаючі підрозділи вперед. В одному з боїв, коли вийшла з ладу обслуга станкового кулемета, замінив кулеметника і брав участь у відбитті контратаки противника. При форсуванні Дніпра у вересні 1943 року північніше Києва організував і забезпечив своєчасну переправу підрозділів через річку.
Загинув у бою 26 вересня 1943 року. Похований у місті Вишгороді.
Указом Президії Верховної Ради СРСР від 17 жовтня 1943 року за зразкове виконання бойових завдань командування на фронті боротьби з німецько-фашистськими загарбниками і проявлені при цьому мужність і героїзм, капітану Глєбову Леоніду Івановичу посмертно присвоєно звання Героя Радянського Союзу. Нагороджений орденом Леніна, медаллю.